# Немирівський парк
Неми́рівський парк — парк-пам'ятка садово-паркового мистецтва загальнодержавного значення, що розташовується у місті Немирів Вінницької області.

## Історія
Парк був закладений 1787 року польським магнатом Вінцентієм Потоцьким. Починаючи з 1887 року парковою територією почала володіти княгиня Марія Щербатова. Вона повністю перебудувала палац Потоцького, який розташовувався на парковій території. За свідченнями деяких джерел, княгиня Щербатова прагнула побудувати архітектурний об'єкт, який був би схожим на англійський Стоу-парк, в якому княгиня бувала декілька разів. Територія парку була збільшена. Розпочалось будівництво нового палацу, яке тривало 40 років. Проект побудови був розроблений архітекторами Крамажем та Гринером.
Наприкінці 19 — на початку 20 століття була змінена територія парку. Його розділили на окремі частини. Кожна з них була відокремлена від інших. Частини парку розташовувалась з різних боків палацу і відокремлювалась широкими алеями. Над створенням Немирівського парку працював віденський садівник Зеннгольц, Е. Пінаерт Ван Неєрт із Брюсселя та празький садівник Франтішек Томайєр
. Його автограф залишився збереженим і міститься на плані парку, який був створений у 1900 році. На території саду був також зайнятий Роман Рихвінський. Дочка княгині Марії Щербатової Олександра займалась висадженням декоративних кущів та квітів. Рослини виписувались з різних місць та поміщались у теплицю. Потім висаджувались на території парку.
Весною 1921 року у маєтку був створений санаторій «Авангард» для відпочинку людей, які проживали на території Подільської губернії. Немирівський парк здобув природоохоронний статус відповідно до постанови колегії Держкомітету Ради Міністрів УРСР по екології і раціональному природокористуванню № 18 від 30 серпня 1990 року. 2007 року виповнилось 220 років з дня заснуванням Немирівського національного дендрологічного парку Потоцьких. Рішенням № 449 14 сесії обласної ради 5 скликання від 18 грудня 2007 року палац та парк княгині Щербатової було визнано «Перлиною Вінниччини»
. Наказом № 158 від 10 квітня 2013 року, який був виданий Міністерством екології та природних ресурсів, затверджено положення про парк-пам'ятку садово-паркового мистецтва загальнодержавного значення «Немирівський парк». На території парку функціонують корпуси санаторію ДП "Клінічний санаторій «Авангард» ЗАТ «Укрпрофоздоровниця». Парк відвідують студенти Немирівського коледжу будівництва та архітектури.

## Опис
Територія Немирівського парку розташована у Немирівсько-Тульчинському геоботанічному районі грабово-дубових лісів та дубових лісів. Зустрічаються ділянки дубово-соснових лісів. Площа гробово-дубових лісів вдвічі більша за площу дубових лісів. Площа Немирівського парку становить 85 гектарів. На території південної частини парку. Функціонує система ставків. Присутні елементи, які мають відношення до регулярного стилю — партер та парковий фасад. Збережений палац, господарські споруди, ставки. Межі парку з часів княгині Щербатової майже не змінились. Функціонують сучасні добудови — корпуси санаторію. Поблизу східного фасаду палацу міститься французький сад, там зростає граб звичайний, ялина, тис. Парк набув природоохоронного статусу з метою охорони колекції рослин, палацу — архітектурної пам'ятки 18 століття, ставків, скульптурної групи та форм малої архітектури.

## Флора
Сосновий ліс розташований на пейзажній частині парку. На нього приходиться 50% від усієї площі парку. На сірих лісових ґрунтах зростає листяний ліс. На його території переважає ясен звичайний. Зустрічаються дуби звичайні, товщина яких 1 метр, висота 22-25 метрів. Кількість видів дерев та кущів зменшилась більше, ніж вдвічі. Після закладення парку зростало 250 видів і форм дерев. В 21 столітті їх кількість становить 120. Зростає гінкго, сосна Веймутова, сосна чорна, псевдо тсуга, платан західний, софора японська, ялина європейська, смерека, кедр сибірський, липа срібляста, бундук канадський, акація біла, ялина блакитна. На ділянках з опідзоленими супісками поширені сосни звичайні. Їх висота в середньому дорівнює 20 метрів, а діаметр — 40 сантиметрів. Зустрічаються дуб, ялина, бук, ялиця, граб, кавове дерево, платан. Рідкісних насаджень на території парку залишилось не більше 20 дерев, все інше є новими насадженнями. Парк потребує реконструкції та висадження нових дерев.
Озеленена площа Немирівського парку становить 62,9 гектарів. 21,7 гектарів території займають луки та галявини, на 17,75 гектарах зростає сосна звичайна, на 11,1 гектарах розташовані насадження ясена звичайного. 4,65 гектари — площа алейних та рядових посадок, на 2,95 гектарах міститься плодовий сад. 2,4 гектари — ділянка, на якій не переважає жоден з видів, представлений у парку, 2,3 гектари — ділянка, на якій розташований дуб звичайний. Граб звичайний зростає на території 0,05 гектара. Первинними насадженнями сірих лісових ґрунтів була звичайно дубова діброва.